# Arnold, Pennsylvania
Arnold är en stad (city) i Westmoreland County i delstaten Pennsylvania. Orten har fått namn efter markägaren Andrew Arnold. Enligt 2010 års folkräkning hade Arnold 5 157 invånare.